# 김영병
김영병(1929년 2월 20일~1999년 5월 24일)은 대한민국의 정치인이다. 제8·9대 국회의원을 지냈다.

## 역대 선거 결과
|  | 55.71% |

|  | 37.75% |

|  | 13.87% |